# The Band
The Band foi uma banda de rock canadense que esteve ativa de 1967 a 1976 e de 1983 a 1999. O grupo original era formado por quatro canadenses, Robbie Robertson (guitarra, piano, vocais), Richard Manuel (piano, gaita, bateria, saxofone, órgão, vocais), Garth Hudson (órgão, piano, clavinete, acordeão, sintetizador, saxofone) e Rick Danko (baixo, violino, trombone, vocais)—e um estadunidense, Levon Helm (bateria, bandolim, guitarra, baixo, vocais).
Os integrantes do The Band reuniram-se originalmente como músicos do The Hawks, banda de apoio do cantor de rockabilly Ronnie Hawkins, entre 1958 e 1963. Ao separarem-se de Hawkins em 1964, adotaram o nome The Levon Helm Sextet (sendo o sexto integrante o saxofonista Jerry Penfound), e posteriormente Levon and the Hawks (sem Penfound). Em 1965, lançaram um single pela Ware Records sob o nome Canadian Squires, retornando como Levon and the Hawks para uma sessão de gravação para a Atco no final de 65. Na mesma época, Bob Dylan recrutou Helm e Robertson para dois shows, e então a banda completa para uma turnê pelos Estados Unidos em 1965 e uma turnê mundial em 1966. Eles também juntaram-se a Dylan para uma série de gravações informais que mais tarde seriam conhecidas como The Basement Tapes.
Por ser sempre "a banda" de vários cantores, Helm declarou que o nome "The Band" funcionou bem quando o grupo decidiu seguir carreira própria, deixando a cidade de Saugerties, em Nova York, para começar a trabalhar em seu próprio material. Gravaram dois dos mais aclamados álbuns do final da década de 1960: seu disco de estreia Music from Big Pink de 1968 e The Band, de 1969. O grupo separou-se em 1976, reunindo-se novamente em 1983 sem o guitarrista Robertson.
Embora mais populares entre jornalistas e músicos do que entre o público em geral, o The Band permaneceu como um dos grupos mais admirados e influentes de sua época. Foram incluídos no Hall da Fama da Música Canadense em 1989 e no Hall da Fama do Rock and Roll em 1994. Em 2004, a revista Rolling Stone listou-os na 50ª posição entre os "100 Maiores Artistas de Todos os Tempos", e em 2008 o grupo foi premiado com um Grammy pelo conjunto da obra.

## Perspectiva geral

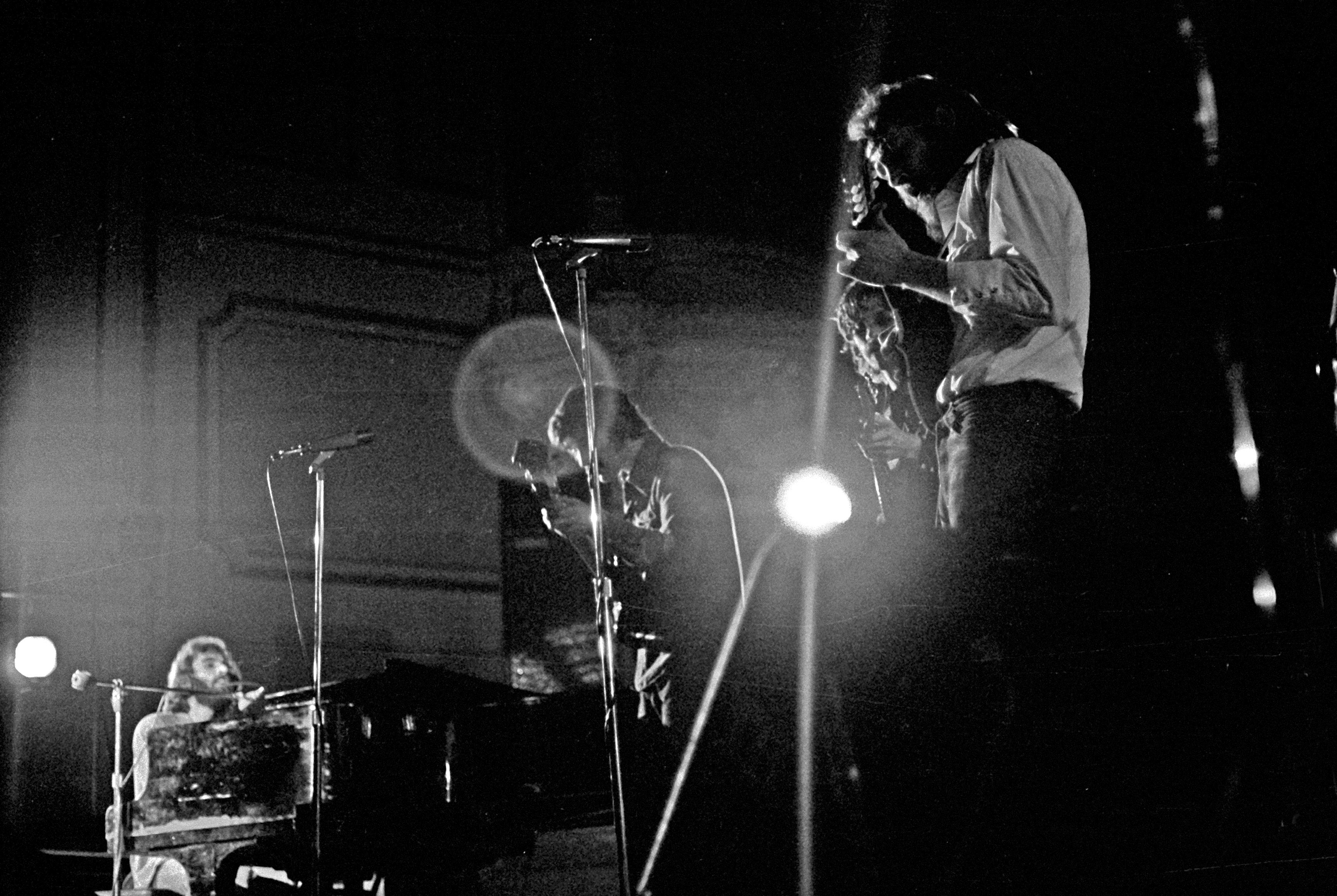
Ao vivo em Hamburgo, 1971. Da esq. para a dir.: Manuel, Danko, Robertson e Helm

A música do The Band fundia vários elementos: a princípio country music antiga e rock and roll do começo do gênero, embora a seção rítmica frequentemente trouxesse reminiscências da Stax ou da Motown, com Robertson citando Curtis Mayfield e os Staple Singers como influências primordiais, resultando numa síntese de diversos estilos musicais. Quanto às composições do grupo, algumas poucas de seu princípio eram baseadas em mudanças de acordes do blues convencional e do doo-wop.
Cada integrante era multi-instrumentista. Em concerto a banda pouco trocava seus instrumentos, mas no estúdio eles podiam inventar diferentes configurações em sua formação conforme o mais adequado para cada canção. Hudson em particular era capaz de surgir com uma variada gama de timbres em seu órgão Lowrey eletrônico; no refrão de "Tears of Rage", por exemplo, seu som se parece com o de um mellotron. A técnica de bateria de Helm era frequentemente elogiada; tornou-se célebre a declaração do crítico musical Jon Carrol de que Helm era o "único baterista capaz de fazer você chorar", enquanto o prolífico músico de sessão Jim Keltner reconhecia ter se apropriado de diversas técnicas dele.
Os vocalistas Manuel, Danko e Helm proporcionavam individualmente uma voz distinta ao The Band; a voz sulista de Helm trazia uma pitada de country, Danko atuava como tenor e Manuel alternava entre falsetto e barítono. Os três regularmente combinavam suas vozes, e embora contribuíssem de forma mais ou menos igualitária, tanto Danko quanto Helm declararam que viam Manuel como o vocalista "fundamental" do grupo.
Robertson cantou em apenas três canções de estúdio lançadas pelo The Band ("To Kingdom Come", "Knockin' Lost John" e "Out Of The Blue"), atuando por outro lado como o principal compositor. Este papel, e o fato de Robertson reclamar para si os direitos autorais da maioria das composições da banda, seria posteriormente o epicentro de um grande antagonismo, especialmente direcionado de Helm a Robertson. Em sua autobiografia This Wheel's on Fire – Levon Helm and the Story of The Band, o baterista chega a colocar em questão a validade do papel do guitarrista como compositor chefe, pois as canções do grupo eram frequentemente trabalhadas e gravadas através da colaboração entre todos os integrantes. A tensão aumentou nos anos 1980, quando grande parte dos royalties das composições era entregue a Robertson, enquanto os outros precisavam continuar excursionando para manter uma fonte de renda.
O produtor John Simon é citado como o "sexto integrante" do grupo por ter produzido e tocado em Music from Big Pink, co-produzido e tocado em The Band e ter participado de diversas canções no álbum de reunião Jericho, de 1993.

## História

### Primórdios: The Hawks
Os integrantes do The Band reuniram-se gradualmente como parte do The Hawks, grupo de apoio do cantor de rockabilly Ronnie Hawkins. Seus concertos eram populares na região de Toronto, onde Hawkinks colocava em prática um método infalível de eliminar a concorrência musical: quando uma banda promissora surgia, ele contratava os melhores músicos para fazer parte de seu próprio conjunto. Foi assim que Robertson, Danko e Manuel passaram para sua tutela.
Enquanto a maioria dos músicos da região estavam ansiosos para se juntar aos Hawks, conseguir a participação de Hudson foi uma tarefa difícil. Formara-se no colégio, planejara uma carreira como professor de música e estava interessado em tocar rock apenas como passatempo. Os Hawks ficaram impressionados com sua técnica no órgão, e frequentemente o convidavam a integrar o grupo. Hudson finalmente concordou, sob a condição de que cada um dos integrantes lhe pagasse 10 dólares por semana para ser seu instrutor. Enquanto lhe rendia um renda extra, o fato de estar "lecionando" foi capaz de diminuir os temores de sua família de que sua educação fora um desperdício. O uso do piano era incomum no rock e, apesar de sua técnica agressiva, Hudson acabou trazendo uma sofisticação musical aos Hawks.
Gravaram alguns singles com Ronnie na época, enquanto continuavam a trabalhar no cenário de rock de Toronto e arredores. O líder da banda frequentemente emendava os shows a longos ensaios, o que resultou num rápido desenvolvimento das capacidades dos jovens músicos sob seu comando.
Em 1964, exaustos de tocar as mesmas canções sem a possibilidade de encaixar novo material, e cansados do estilo ditatorial de Ronnie (que os proibia de fumar maconha ou trazer garotas para os shows), o grupo decidiu separar-se dele. De acordo com Robertson, "Hawkins nos aperfeiçoou ao ponto de o ultrapassarmos e sermos obrigados a deixá-lo. Foi um tiro no pé, na verdade, abençoado seja ele, por nos moldar numa banda tão formidável que tivemos que sair no mundo, porque sabíamos os objetivos dele, e éramos todos jovens e mais ambiciosos musicalmente".
Sozinhos, eles gravaram dois singles e continuaram a excursionar com frequência, normalmente sob o nome Levon and the Hawks. Em 1965 o grupo conheceu o cantor e gaitista de blues Sonny Boy Williamson. Fizeram uma oferta para gravar com ele e tornarem-se sua banda de apoio, mas Williamson morreu pouco tempo depois do encontro.

### O sucesso com Bob Dylan

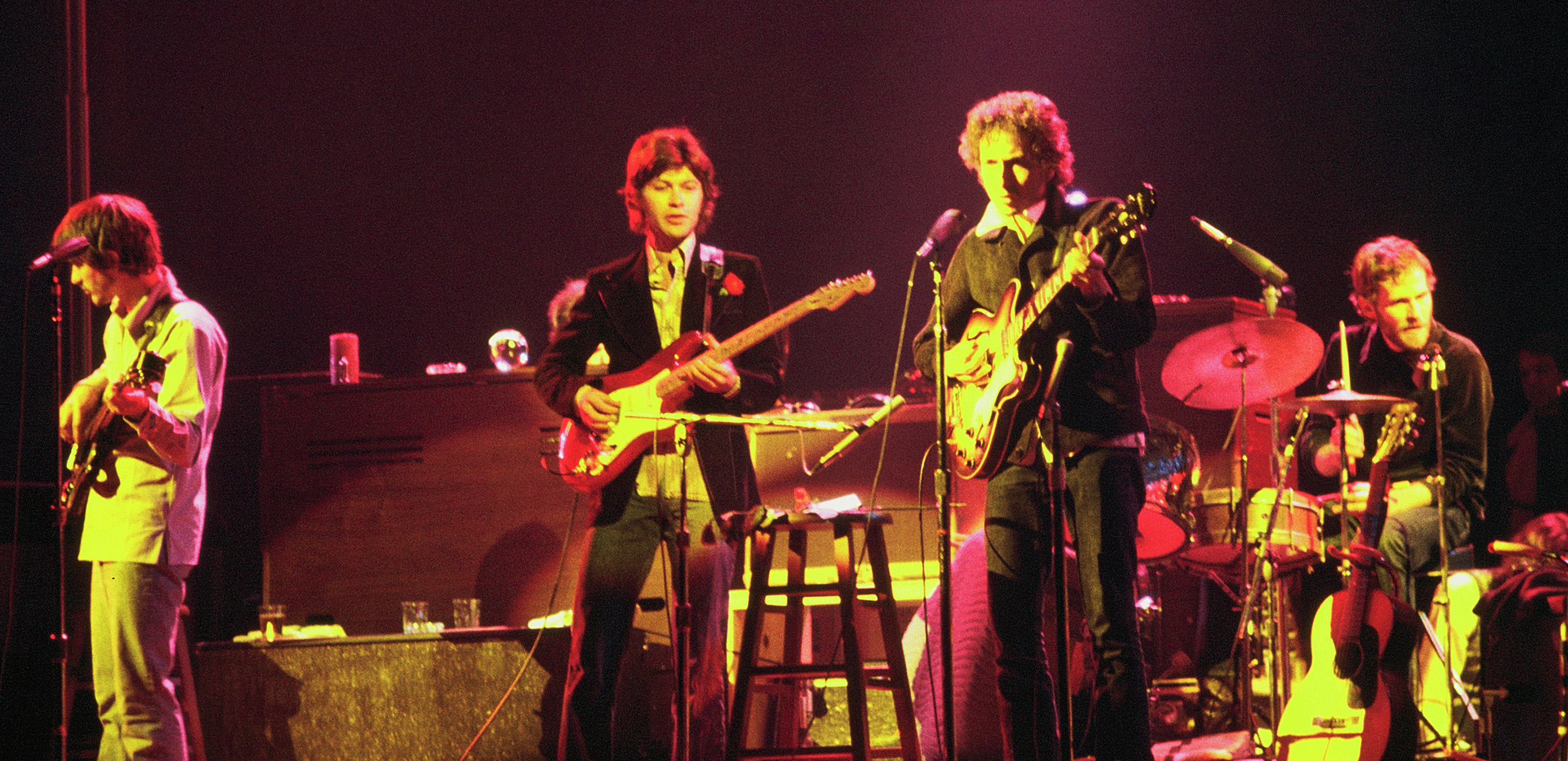
Em concerto com Bob Dylan em 1974

No final do verão de 1965, Bob Dylan estava tentando reunir uma banda para sua primeira turnê "elétrica" pelos Estados Unidos. O cantor de blues John Hammond, que trabalhara com Helm, Hudson e Robertson em seu álbum So Many Roads pela Vanguard, recomendou-lhe que contratasse o Levon and the Hawks. Na mesma época, uma das amigas dos Hawks de Toronto estava trabalhando como secretária de Albert Grossman, empresário de Dylan. Seu conselho para o cantor de folk: "Você precisa ver esses caras".
Depois de ouvir a banda tocar e conhecer Robertson, Dylan convidou ele e Helm para juntarem-se a seu grupo de apoio. Após dois concertos com Dylan, a dupla contou-lhe que permaneciam leais a sua antiga banda, e que só continuariam a turnê se os demais Hawks fossem contratados. Dylan concordou e o grupo foi receptivo à oferta, sabendo que poderia lhes render a tão desejada fama, apesar de sentir ao mesmo tempo que a música folk era muito diferente do estilo seguido por eles até então. O grupo via-se afinal de contas como um bem ensaiado combo de rock e rhythm and blues, e conheciam Dylan apenas por suas primeiras canções acústicas de protesto. Além do mais, não faziam a menor ideia da popularidade internacional conquistada por ele.
Com Dylan, eles apresentaram uma série de tumultuados concertos de setembro de 1965 a maio de 1966, marcando a transição final do cantor do gênero folk para o rock. As excursões, entre as mais documentadas da história da música, foram marcadas também pelo uso intenso de anfetaminas por Dylan. Alguns dos integrantes do Hawks acabaram juntando-se a ele em seus excessos. Muitos dos concertos encararam também o abuso de puristas da música folk, que xingavam e vaiavam durante as apresentações. Helm ficou tão perturbado com a recepção negativa que deixou a turnê três meses após seu início, ficando de fora também dos demais concertos apresentados naquele ano, assim como da turnê mundial de 1966. Passaria a maior parte dessa época trabalhando em poços de extração de petróleo no Golfo do México.
Durante e no intervalo das turnês, Dylan e os Hawks tentaram concluir diversas sessões de gravação, com resultados pouco satisfatórios. As sessões em outubro e novembro renderam apenas um single ("Can You Please Crawl Out Your Window?"), e dois dias de gravação em janeiro de 1966 para o que seria o próximo álbum de Dylan, Blonde on Blonde, foram igualmente decepcionantes. As sessões só avançaram quando foram transferidas dos estúdios da Columbia em Nova York para os de Nashville, ocasião em que Robertson substituiu Mike Bloomfield como guitarrista principal de Dylan. Os demais integrantes do Hawks não foram convidados para Nashville, embora os créditos de Blonde on Blonde relacionem Danko no baixo e Hudson nos teclados e saxofone.
Em 29 de julho de 1966, durante uma pausa da turnê, Dylan machucou-se em um acidente de motocicleta, passando a viver em estado de semi-reclusão em Woodstock, Nova York. Os Hawks voltaram por um tempo ao circuito de bares e casas de shows, por vezes servindo de apoio a outros cantores (incluindo um breve envolvimento como Tiny Tim), até que Dylan os convidou a juntar-se a ele em Woodstock, onde gravaram uma série de demos, que seriam futuramente pirateadas e lançadas oficialmente no LP The Basement Tapes.

### Music from Big PinkeThe Band

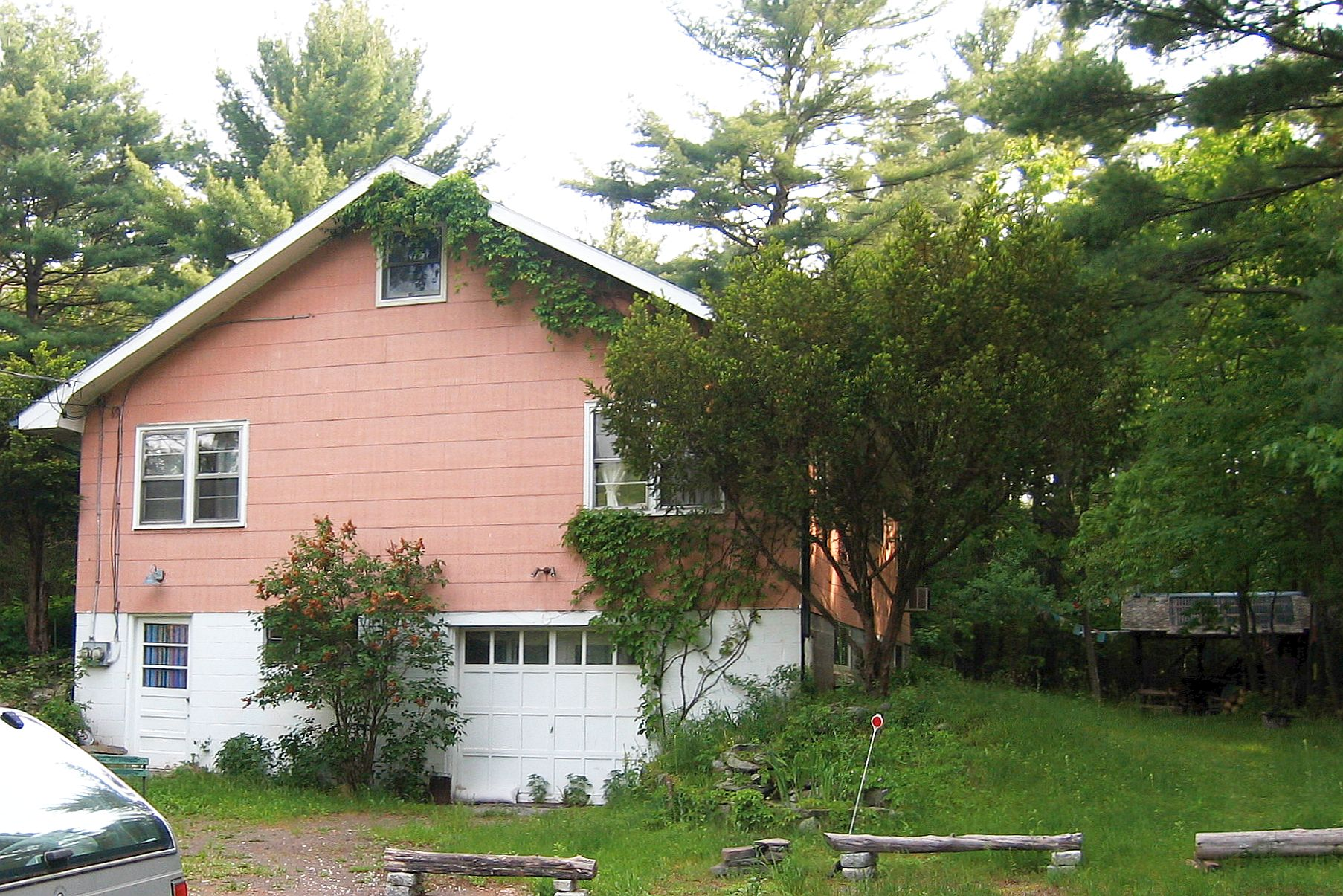
A "Big Pink" em 2006

Reunidos novamente com Helm, os Hawks começaram a compor suas próprias canções em uma propriedade alugada em West Saugerties, próximo a Woodstock. De amplas dimensões e com as paredes externas pintadas de rosa, a casa foi apelidada carinhosamente de "Big Pink". Quando finalmente entraram em estúdio, ainda não haviam decidido o nome da banda. As histórias de como acabaram adotando "The Band" variam; em The Last Waltz, Manuel afirma que eles gostariam de ser chamados de "The Honkies" ou "The Crackers", mas os nomes foram vetados pela gravadora. Robertson, por sua vez, sugere que durante seu envolvimento com Dylan eles costumavam ser chamados de "a banda", e isso acabou pegando. Eles inicialmente rejeitaram o rótulo, mas eventualmente o adotaram por considerá-lo tanto humilde quanto presunçoso. A revista Rolling Stone referia-se a eles como "A banda do Big Pink".
Seu primeiro LP, Music from Big Pink (1968) foi amplamente aclamado. Trazia três canções escritas ou co-escritas por Dylan ("This Wheel's on Fire", "Tears of Rage" e "I Shall Be Released") assim como "The Weight", cujo uso no filme Easy Rider a tornaria o destaque do álbum. Apesar das músicas seguirem uma certa continuidade, houve inclinações musicais em diversas direções. Nunca uma banda especificamente "psicodélica", a primeira gravação do The Band acabou por conter pelo menos uma canção ("Chest Fever") que demonstra certas similaridades com o gênero. Em contraste a sua técnica de guitarra com Dylan, Robertson optou aqui por uma pegada mais leve e orientada por riffs.
Após o sucesso de Big Pink o conjunto entrou em turnê, que incluiu uma apresentação no Festival de Woodstock (não adicionada ao famoso filme devido a problemas legais) e uma aparição no Festival da Ilha de Wight com Dylan em 1969. No mesmo ano, eles seguiram para Los Angeles para gravar seu próximo álbum, The Band. De sua aparência deliberadamente rústica na capa às canções e arranjos no disco, o trabalho apresentou um forte contraste à música popular da época. The Band trouxe canções que evocavam os Estados Unidos rural dos velhos tempos, da Guerra de Secessão ("The Night They Drove Old Dixie Down") à sindicalização dos empregados de fazendas ("King Harvest (Has Surely Come)").
Esses primeiros dois discos foram produzidos por John Simon, que era praticamente um integrante da banda—ele ajudara nos arranjos e tocara instrumentos como piano e tuba nas gravações. De acordo com Simon, ele era frequentemente questionado acerca das singulares seções de sopro que ganharam tanto destaque nos dois álbuns; as pessoas queriam saber como ele alcançara sons tão memoráveis. Ele admitia relutantemente que, fora Hudson (um talentoso saxofonista), o conhecimento dos demais acerca das técnicas dos instrumentos de sopro era não mais que rudimentar, sendo o resultado das gravações tão somente uma combinação de criatividade e técnica limitada.
A Rolling Stone enalteceu abertamente o The Band durante esta época, dando ao grupo mais atenção do que provavelmente dispensou a qualquer outro na história da revista. O conjunto foi também capa da Time de 12 de janeiro de 1970, o que ajudou a contribuir para a mística de "músicos rústicos das montanhas" que cercava o The Band.
Triunfo de público e de crítica, The Band, juntamente com os trabalhos do The Byrds e do The Flying Burrito Brothers, estabeleceu um padrão musical (ocasionalmente definido como country rock) que posteriormente seria elevado a um nível expressivo de sucesso comercial por artistas como o Eagles. Tanto Big Pink quanto The Band exerceram forte impacto em músicos contemporâneos, com Eric Clapton e George Harrison citando o The Band como uma influência definitiva em sua direção musical no final da década de 1960 e começo de 1970. Clapton, inclusive, afirmou mais tarde que seu maior desejo na época era fazer parte daquele grupo.

### Stage Fright,CahootseNorthern Lights - Southern Cross

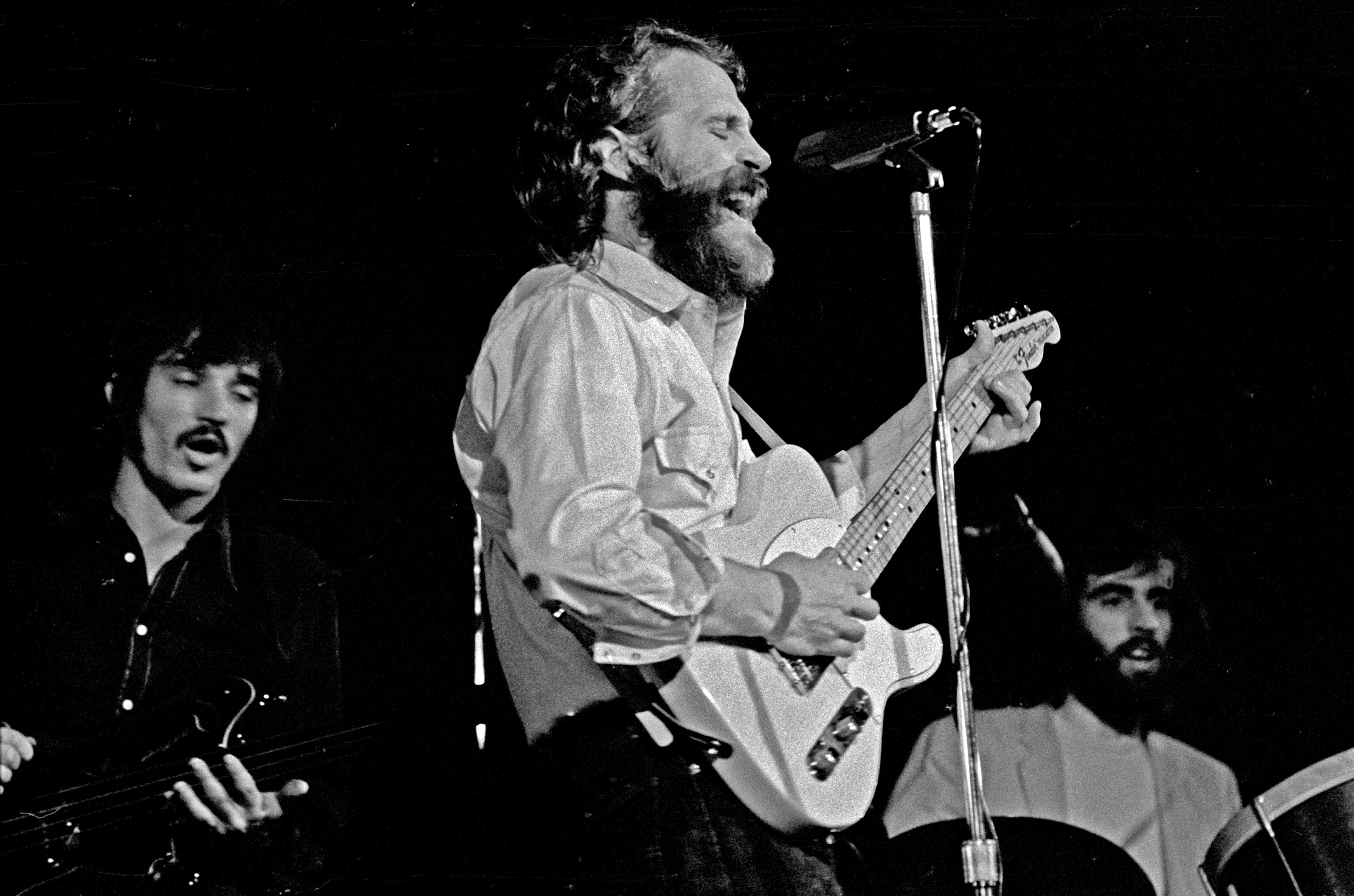
The Band em Hamburgo, maio de 1971. Da esq. para a dir.: Danko, Helm e Manuel. Foto por Heinrich Klaffs

Após o segundo álbum, o The Band embarcou em sua primeira turnê como artista principal. A ansiedade e nervosismo resultantes do sucesso passaram a fazer parte do cotidiano do grupo, o que refletiu em suas canções, cada vez mais tomadas por temas sombrios de medo e alienação; a influência disso em seu trabalho seguinte é autoexplicativa. Stage Fright ("medo de palco" em inglês), lançado em 1970, foi gravado em um palco em Woodstock, Nova York, e demonstrou os primeiros sinais de desgaste na lendária unidade do grupo. Similar ao álbum anterior, The Band, Robertson ficou com a maioria dos créditos de composição. O estilo vocal de três cantores que se tornou a marca registrada do conjunto, no entanto, não recebeu tanto destaque neste trabalho.
Após gravar Stage Fright, o The Band embarcou com outros artistas no Festival Express, uma excursão de trem pelo Canadá que também incluiu Janis Joplin e o Grateful Dead. Além de mostrar o grupo ao vivo, o documentário que retratou o evento traz cenas de um Rick Danko altamente embriagado cantando "Ain't No More Cane" durante uma jam session com Jerry Garcia, Bob Weir e Joplin.
Nessa época, Robertson passou a exercer maior controle sobre o The Band. Isso acabou por dar origem a uma antipatia, especialmente entre Helm e Robertson. Helm tachou o guitarrista de autoritário e ganancioso, enquanto Robertson sugeriu que seus esforços crescentes em guiar o grupo foram culpa principalmente da falta de responsabilidade dos outros integrantes. Ele insistiu, em particular, que fez o melhor que pôde para convencer Manuel a compor mais canções, apenas para ver os talentos do pianista sendo subjugados pelo vício.
Apesar dos problemas crescentes entre seus membros, o The Band seguiu em frente com mais um trabalho de estúdio, Cahoots, lançado em 1971. Trouxe canções como "When I Paint My Masterpiece", de Bob Dylan, "4% Pantomime", com um dueto vocal de Manuel e Van Morrison, e "Life Is A Carnival", com arranjos de sopro por Allen Toussaint, que teria participação significativa no próximo projeto do grupo.
Durante o ano-novo de 1971, o The Band apresentou em Nova York um concerto especial planejando lançá-lo como álbum ao vivo. O show trouxe o grupo reforçado por uma seção de instrumentos de sopro, cujos arranjos foram escritos por Toussaint. Nas primeiras horas de 1972, Dylan subiu ao palco para a conclusão do concerto, tocando, entre outras, uma rara versão ao vivo de "When I Paint My Masterpiece". O álbum foi lançado meses depois sob o título Rock of Ages.
Em 1973, o The Band lançou Moondog Matinee, um álbum de versões cover. Não houve turnê de divulgação do trabalho, que recebeu críticas variadas. Em seguida, o grupo reuniu-se novamente a Bob Dylan, primeiramente para a gravação de seu álbum Planet Waves, lançado em janeiro de 1974, e posteriormente para uma turnê que englobou 40 concertos na América do Norte entre janeiro e fevereiro daquele ano. A excursão deu origem ao álbum ao vivo Before the Flood, lançado no final de 1974.
Em 1975, o The Band lançou seu primeiro trabalho de inéditas desde Cahoots. Todas as oito canções de Northern Lights - Southern Cross foram compostas por Robertson e, apesar de fracasso de vendas (resultado dos cada vez mais longos períodos de inatividade do grupo), o álbum teve boa repercussão entre a crítica e fãs em geral. Levon Helm inclusive considerou este o melhor trabalho do conjunto desde The Band, de 1969.

### The Last Waltz

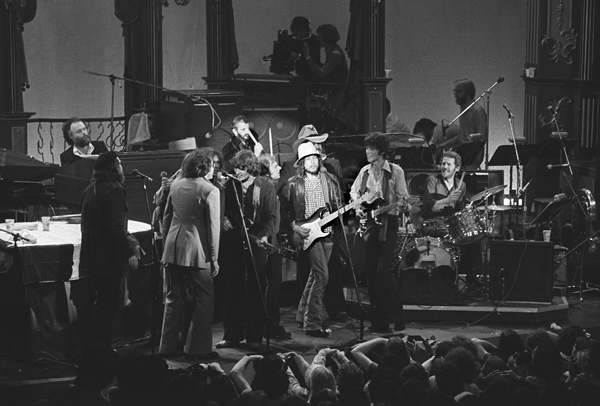
The Band e convidados no concerto The Last Waltz, 1976

Por volta de 1976, Robbie Robertson passou a demonstrar insatisfação com a vida na estrada. Após serem obrigados a cancelar algumas apresentações em consequência de uma acidente de barco sofrido por Manuel, o guitarrista tentou encorajar o grupo a se aposentar dos palcos, organizando um grandioso concerto de Ação de Graças em 27 de novembro de 1976 no Winterland Ballroom em São Francisco, Califórnia. O evento trouxe uma seção de instrumentos de sopro com arranjos por Allen Toussaint e uma estelar lista de convidados especiais que pretendia representar músicos que o The Band admirava ou que exerceram influência sobre sua música, com nomes como Joni Mitchell, Neil Young, Muddy Waters, Dr. John, Van Morrison, Ringo Starr, Eric Clapton, Bob Dylan, Ronnie Wood e Paul Butterfield, entre outros.
O concerto foi filmado por Martin Scorsese, que gravou posteriormente apresentações do grupo em estúdio com Emmylou Harris e os cantores do The Staple Singers, além de entrevistas adicionais com os integrantes do The Band. O resultado de todo o trabalho foi lançado em 1978 em um consagrado longa metragem, que deu origem também a uma trilha-sonora.
Antes do lançamento da trilha-sonora, contudo, o grupo teve que lançar em 1977 um último álbum de estúdio para cumprir obrigações contratuais com a Capitol Records. Isso deu origem a Islands, que acabou por ser considerado um dos trabalhos mais fracos da carreira do The Band.

### Reuniões
Em 1983, os integrantes do The Band decidiram reunir-se novamente, só que agora sem a presença de Robertson. Vários músicos diferentes foram convocados para substituí-lo, e o grupo voltou a excursionar no mesmo ano. O retorno foi em geral bem recebido, mas a banda viu-se agora tocando em casas de shows menores do que durante o auge de sua popularidade.
Em 4 de março de 1986, durante uma das turnês, Manuel cometeu suicídio em um quarto de motel na Flórida. Foi revelado mais tarde que o pianista sofria de alcoolismo crônico. Capaz de contornar o vício no começo da década de 1980, ele voltara a beber após o retorno do The Band, com a situação piorando devido à morte de seu empresário e confidente Albert Grossman.
A vaga de Manuel foi preenchida a princípio por Stan Szelest (que morreu pouco depois), e então por Richard Bell (que tocara com Ronnie Hawkins após sua separação dos Hawks originais). O grupo gravou Jericho em 1993, com muitas das composições sendo obtidas de fontes externas. Mais dois trabalhos se seguiram, High on the Hog e Jubilation, o último trazendo participações especiais de Eric Clapton e John Hiatt.
Em 10 de dezembro de 1999 o conjunto perdeu outro integrante, com a morte de Danko devido à complicações cardíacas. Hudson e Helm, os únicos remanescentes da formação original, decidiram então encerrar a carreira da banda definitivamente.

## Discografia

### Estúdio
- Music from Big Pink (1968)
- The Band (1969)
- Stage Fright (1970)
- Cahoots (1971)
- Moondog Matinee (1973)
- Northern Lights - Southern Cross (1975)
- Islands (1977)
- Jericho (1993)
- High On The Hog (1996)
- Jubilation (1998)

### Ao vivo
- Rock of Ages (1972)
- Live at Watkins Glen (1995)

### Trilha-sonora
- The Last Waltz (1978)
- The Last Waltz (boxset, 2002)

### Coletâneas
- The Best of The Band (1976)
- Anthology (1978)
- To Kingdom Come (1989)
- Across The Great Divide (boxset, 1994)
- The Best of The Band, Vol. II (1999)
- Greatest Hits (2000)
- A Musical History (boxset, 2005)

### Álbuns com Bob Dylan
- Planet Waves (1974)
- Before the Flood (1974)
- The Basement Tapes (1975)
- The Bootleg Series Vol. 4: Bob Dylan Live 1966, The "Royal Albert Hall" Concert (1998)

### Singles
- "The Weight" (1968)
- "Up on Cripple Creek" (1969)
- "Rag Mama Rag" (1970)
- "Time to Kill" (1970)
- "Life Is a Carnival" (1971)
- "Don't Do It" (1972)
- "Ain't Got No Home" (1973)
- "Most Likely You Go Your Way (And I'll Go Mine)" (com Bob Dylan) (1974)
- "Ophelia" (1976)
- "Remedy" (1993)
- "Atlantic City" (1994)